# Замок Маркьоне

Замок Маркьоне, перебудований в палац на бастіонах. Стара італійська поштівка

Замок Маркьоне (італ. Castello Marchione)- старовинний замок в провінції Барі, Італія,  перебудований в палац на бастіонах.

## Історія
- Походження назви Маркьоне або Маркіоне — залишилось невідомим.
- Первісно тут вибудували фортецю за типовим проектом з чотирма бастіонами.
- На зламі 17-18 століть фортецю використовували як мисливський табір. Маєток мав також земельну ділянку з дібровою.
- Неподалік розташований замок Конверсано та невелике місто поряд із ним [3].
- Ще в добу відродження розпочався процес перетворення замкових споруд з суто фортечними, захисними функціями у палацові споруди з більшим рівнем комфорту для проживання. Частка з них перетворена на розкішні магнатські чи королівські резиденції, серед яких Фортеця Лувр в Парижі, замок Капрарола під Римом, Підгорецький замок (Україна в складі Речі Посполитої). Замок Капрарола під Римом та  Підгорецький замок — приклади побудови палаців нового типу на колишніх бастіонах.

До цього ж типу перебудованих фортець належить і замок-палац  Маркьоне в провінції Барі, Італія.
- Побудова палацу на колишніх бастіонах проведена у 1740-1750 роках. У XVIII столітті замок перетворено на літню заміську резиденцію принца Джуліо IV де Аквавіва (італ. Giulio IV d'Acquaviva)[4].

- В 19 столітті замок-палац  Маркьоне був покинутий.  Тоді ж вирубали  діброву, а споруду палацу  здавали в оренду будь кому, не враховуючи значну мистецьку вартість споруди.

Занедбаний стан, котрий мав замок-палац  Маркьоне, зафіксований на  фото початку 1900-х років. У 1920—30 роках принцеса Джулія Аквавіва д'Арагона (італ. Giulia Acquaviva d’Aragona) фінансувала значні відновлювально-ремонтні роботи в палаці Маркьоне. Відновлювальні роботи і благоустрій навколишньої території продовжив її син —  принц Дон Фабіо Томачеллі Філомарино (італ. Don Fabio Tomacelli Filomarino; 1920—2003).